# Černolice
Černolice (německy Tschernolitz) jsou obec v okrese Praha-západ ve Středočeském kraji. Leží asi 24 kilometrů jižně od Prahy. Žije zde 576 obyvatel. 
Za obcí se nacházejí Černolické skály, chráněná přírodní rezervace.

## Historie
O obci (původně Črňlice), je první písemná zmínka v listině kláštera kladrubského z roku 1239. Další historické názvy obce byly Črnidlice, Žernolycze či Tezernolyze. Vedla tudy významná obchodní a vojenská cesta. Panovníci či jejich poslové putovali od Prahy přes Ořech, Chýnici, Třebotov a dál na Černošice, museli někde mezi Dolními a Horními Mokropsy přebrodit Mži (Berounku) a pak stoupali podél Všenorského potoka k Černolicím a Řitce. Tady se oddělovala jedna trasa k Bechyňsku, druhá trasa, známá jako Zlatá stezka, k Prachaticím – právě po ní se do Čech vozila sůl.
Před rokem 1620 byly Černolice majetkem svatovítské kapituly. Urbář z té doby uvádí: „V té vsi jest krčma výsadní…“ Na počátku 18. století byl vystavěn Nový Dvůr. Čilý společenský život se zde začíná rozvíjet v roce 1898, kdy je ve vsi založen sbor dobrovolných hasičů, který byl v roce 1925 rozšířen o dramatický divadelní kroužek. V sále pana Antonína Procházky se v následujících letech konají několikrát ročně divadelní představení. Dalším kulturním centrem Černolic byl hostinec pana Františka Kříže, kde byly pořádány tancovačky a plesy.  
V obci Černolice (406 obyvatel) byly v roce 1932 evidovány tyto živnosti a obchody: cihelna, družstvo pro rozvod elektrické energie v Černolicích, galanterie, 2 hostince, obchod s mlékem, řezník, 4 obchody se smíšeným zbožím, trafika, velkostatek, vetešník.

## Přírodní poměry
Nad obcí se tyčí chráněná přírodní památka Černolické skály, tvořené pevnými ordovickými křemeny. Místně se označuje jako Čertovy skály. Skály patří k nejstarším horolezeckým terénům v Čechách, minimálně od roku 1904 byly využívány jako cvičné terény pro přípravu lezení v horách. Lezci je dělí na pět částí: Kuličku, Malou skálu, Dvojitou věž, Střední věž a Severovýchodní věž. Ze skal se otevírají výhledy na okolní krajinu. Na některá místa se dá dostat i po normální cestě. Od roku 2002 jsou chráněny jako přírodní rezervace (2,21 hektaru). Lezení po nich podléhá povolení. Poblíž se nachází mohyla s prstí z bojišť našich legionářů v 1. světové válce. Několik skalek lze obdivovat na kopci nad vesnicí, který se jmenuje Červená hlína (467 m). V plánech obce od roku 2010 bylo postavit na tomto vrchu rozhlednu, ze které by bylo vidět jak do kraje pod skalami, tak do údolí Berounky na druhé straně. V roce 2017 proběhlo jednání o stavebním povolení pro tuto stavbu. Stavba rozhledny Korunka se uskutečnila mezi únorem 2019 až květnem 2022. Do užívání široké veřejnosti (každoročně od března do listopadu) byla rozhledna Korunka předána v neděli 29. května 2022. 

### Stivínka
Součástí Černolic je osada Potoky. Vznikla někdy za I. republiky, kdy si tady šest kamarádů postavilo první srub. Postupně přibývaly další sruby a výletní restaurace. Dnes se Potoky dělí na tři části. Nejstarší je Durango, dále je tady chatová kolonie Na cihelně a nejmladší osada Stivínka. Její vznik je spojen se zajímavou osobností, babičkou hudebníka Jiřího Stivína. Marie Stivínová byla považována za prvorepublikovou dámu. Bydlela ve vile na Hanspaulce v Praze 6 a pohybovala se mezi pražskou smetánkou. Když ji to přestalo bavit, koupila si v Černolicích skromný domek a začala pěstovat květiny. Koníček se brzy změnil v zaměstnání a místo se stalo vyhlášeným zahradnictvím alpinek. Nakupoval zde i Karel Čapek. Dnes tady rostou hlavně jalovce – ten vůbec první v Čechách údajně rostl právě tady. Specialitou jsou i různé cypřiše a jiné okrasné dřeviny. Zahradnictví dnes již nefunguje a pozemek zarůstá náletovými dřevinami.

### Kaňon Všenorského potoka
Všemi částmi osady Potoky protéká Všenorský potok, který zde vyhloubil pozoruhodný kaňon. Po obou stranách zde najdeme vysoké stěny a další část skal v okolí Černolic. Většina je již na katastru obce Jíloviště, protože potok tvoří přirozenou hranici mezi katastry obou obcí. V údolí jsou patrné odvaly, těžební jámy a stopy struh po středověkém kutání a rýžování zlata.

## Obyvatelstvo

### Počet obyvatel
Počet obyvatel je uváděn za Černolice podle výsledků sčítání lidu včetně místních části, které k nim v konkrétní době patří. Je patrné, že stejně jako v jiných menších obcích Česka počet obyvatel v posledních letech roste. V celé černolické aglomeraci nicméně žije necelých 400 obyvatel.
| 1869 | 1880 | 1890 | 1900 | 1910 | 1921 | 1930 | 1950 | 1961 | 1970 | 1980 | 1991 | 2001 | 2011 | 2021 |
| ---- | ---- | ---- | ---- | ---- | ---- | ---- | ---- | ---- | ---- | ---- | ---- | ---- | ---- | ---- |
| 372  | 401  | 411  | 392  | 385  | 354  | 406  | 355  | 301  | 262  | 198  | 149  | 179  | 343  | 561  |

| 1869 | 1880 | 1890 | 1900 | 1910 | 1921 | 1930 | 1950 | 1961 | 1970 | 1980 | 1991 | 2001 | 2011 | 2021 |
| ---- | ---- | ---- | ---- | ---- | ---- | ---- | ---- | ---- | ---- | ---- | ---- | ---- | ---- | ---- |
| 56   | 60   | 66   | 68   | 70   | 71   | 90   | 165  | 97   | 90   | 73   | 108  | 119  | 160  | 203  |

## Obecní správa

### Části obce
- Černolice (k. ú. Černolice)

K obci patří také místní část Nový dvůr a chatové osady Na Homolce a Potoky.
Sousedními obcemi sídla jsou Líšnice, Dobřichovice, Všenory, Řitka a Jíloviště.

### Územněsprávní začlenění
Dějiny územněsprávního začleňování zahrnují období od roku 1850 do současnosti. V chronologickém přehledu je uvedena územně administrativní příslušnost obce (osady) v roce, kdy ke změně došlo:
- 1850 země česká, kraj Praha, politický okres Smíchov, soudní okres Zbraslav[8]
- 1855 země česká, kraj Praha, soudní okres Zbraslav
- 1868 země česká, politický okres Smíchov, soudní okres Zbraslav
- 1910 země česká, politický okres Smíchov, soudní okres Zbraslav, obec Všenory-Černolice[9]
- 1910 země česká, politický okres Smíchov, soudní okres Zbraslav, obec Všenory-Černolice[9]
- k 10. červnu 1922 země česká, politický okres Smíchov, soudní okres Zbraslav[9]
- 1927 země česká, politický okres Praha-venkov, soudní okres Zbraslav[10]
- 1939 země česká, Oberlandrat Praha, politický okres Praha-venkov, soudní okres Zbraslav[11]
- 1942 země česká, Oberlandrat Praha, politický okres Praha-venkov-jih, soudní okres Zbraslav[12]
- 1945 země česká, správní okres Praha-venkov-jih, soudní okres Zbraslav[13]
- 1949 Pražský kraj, okres Praha-jih[14]
- 1960 Středočeský kraj, okres Praha-západ
- 2003 Středočeský kraj, obec s rozšířenou působností Černošice

### Obecní symboly
Znak a vlajka byly obci uděleny rozhodnutím předsedy Poslanecké sněmovny Parlamentu České republiky dne 11. dubna 2008.

## Doprava

### Dopravní síť
Do obce vedou silnice III. třídy. Železniční trať ani stanice či zastávka na území obce nejsou.

### Autobusová doprava 2024
Autobusovou dopravu v obci Černolice zajišťuje společnost Martin Uher. Obec je součástí Pražské integrované dopravy (PID). V obci se nacházejí zastávky Černolice a Černolice,Nový Dvůr. Obec obsluhují dvě autobusové linky: 448 a CYK1. Linka 448 spojuje Lety, Dobřichovice, Všenory, Černolice, Řitku a Mníšek pod Brdy. Linka CYK1 (CYKLOBUS BRDY) vyjíždí z Dobřichovic a pokračuje přes Všenory, Černolice, Řitku a Mníšek pod Brdy, přičemž končí v Kytíně.

## Sport
Významnou roli v obci má fotbalový klub SK Černolice založený v roce 1933. V tomto sportovním klubu hráli krajský přebor známí prvoligoví hráči či známé sportovní hvězdy jako je Günter Bittengel, Ivan Hašek, Jozef Chovanec, Petr Rada, Oldřich Rott, Petr Králíček, Ladislav Vízek a další. Předsedou klubu je v současnosti Luděk Macela.
V době normalizace se černolický fotbalový klub zapsal do dějin českého undergroudu tím, že jako pořadatel „zaštítil“ koncerty skupiny The Plastic People of the Universe v Klukovicích.